# Псычох
Псычо́х (кабард.-черк. Псыкӏэху) — село в Баксанском районе Кабардино-Балкарской Республики.
Образует муниципальное образование «сельское поселение Псычох», как единственный населённый пункт в его составе.

## География
Селение расположено в центральной части Баксанского района, в долине одноименной реки Псычох (Неволька). Находится в 2 км к северо-западу от районного центра Баксан, и в 28 км от Нальчика. Вдоль западной (возвышенной) окраины села, проходит федеральная автотрасса «Кавказ» P-217, а через село её объездной путь, идущий через город Баксан. 
Площадь территории сельского поселения составляет 4,85 км2 (495 га).
Граничит с землями населённых пунктов: Баксан на юге, Исламей на юго-западе, Куба-Таба на северо-западе и Кременчуг-Константиновское на северо-востоке
Населённый пункт находится в предгорной зоне республики. Рельеф местности представляет собой в основном волнистые наклонные равнины. Над западной и северной окраинами села проходят холмистые обрывы. Средние высоты на территории села составляют 475 метров над уровнем моря.
Из полезных ископаемых, на территории муниципального образования добывают минеральное сырье для производства строительного кирпича.
Гидрографическая сеть представлена речкой Псычох (Неволька) и близко расположенными к земной поверхности подземными водами.
Климат умеренный влажный, с жарким летом и мягкой зимой. Среднегодовая температура воздуха составляет +9,5°С, и колеблется от +21,5°С в июле, до -3,0°С в январе. Среднегодовое количество осадков составляет около 650 мм. Основное количество осадков выпадает в период с апреля по июль.

## Этимология
Псычох (кабард.-черк. Псыкӏэху) в переводе с кабардино-черкесского означает — «река с белым дном». Где псы — «река», кӏэ — «конец», в данном случае «дно» и ху (сокращённое от хужь) — «белый». 
Такое же название имеют ещё несколько мелких речек в ареале исторического проживания восточных адыгов (кабардинцев).

## История
Село основано в 1933 году, при закладке садов «Баксанского плодопитомника». Первыми жителями селения были люди, так называемого вольного поселения.
Во время Великой Отечественной войны село несколько месяцев было оккупировано немецкими войсками, в результате чего недавно созданное хозяйство села сильно пострадало. После вытеснения немцев, началось полное восстановление всей инфраструктуры поселения.
До 1991 года Псычох находился в административно-территориальном подчинении Баксанского городского Совета.
18 мая 1992 года преобразован в самостоятельную сельскую администрацию Псычох.
В 2003 году Псычох, как и село Дугулубгей предполагали включить в состав Городского округа Баксан, но за селом был сохранён его статус.
В 2005 году Псычохская сельская администрация была преобразована в муниципальное образование, со статусом сельского поселения.

## Население
| 2002  | 2010  | 2012  | 2013  | 2014  | 2015  | 2016  |
| ----- | ----- | ----- | ----- | ----- | ----- | ----- |
| 1059  | ↘1050 | ↗1052 | ↗1053 | ↗1060 | ↗1067 | ↗1078 |
| 2017  | 2018  | 2019  | 2020  | 2021  | 2023  | 2024  |
| ↘1071 | ↗1074 | ↗1075 | ↗1090 | ↘988  | ↘978  | →978  |
| 2025  |       |       |       |       |       |       |
| ↗981  |       |       |       |       |       |       |

Плотность — 202.27 чел./км2.
За межпереписной период (с 2010 по 2021 год) население села сократилось на 62 чел. (- 5,90 %).
Национальный состав
По данным Всероссийской переписи населения 2021 года:
| Народ                | Численность, чел. | Доля от всего населения, % | Доля от указавших нац-ть, % |
| -------------------- | ----------------- | -------------------------- | --------------------------- |
| кабардинцы (черкесы) | 885               | 89,58 %                    | 90,86 %                     |
| * кабардинцы         | 870               | 88,06 %                    | 89,32 %                     |
| * черкесы            | 15                | 1,52 %                     | 1,54 %                      |
| русские              | 45                | 4,55 %                     | 4,62 %                      |
| балкарцы             | 26                | 2,63 %                     | 2,67 %                      |
| другие               | 18                | 1,82 %                     | 1,85 %                      |
| нет / не указано     | 14                | 1,42 %                     | -                           |
| всего                | 988               | 100 %                      | 100 %                       |

## Местное самоуправление
Администрация сельского поселения Псычох — село Псычох, ул. Ленина, 4.
Структуру органов местного самоуправления сельского поселения составляют:
- Исполнительно-распорядительный орган — Местная администрация сельского поселения Псычох. Состоит из 4 человек.
  - Глава администрации сельского поселения — Мамхегов Хачим Алиевич (с 6 ноября 2002 года).
- Представительный орган — Совет местного самоуправления сельского поселения Псычох. Состоит из 10 депутатов, избираемых на 5 лет.
  - Председатель Совета местного самоуправления сельского поселения — Мамхегов Хачим Алиевич.

## Образование
- МКОУ Средняя общеобразовательная школа «им. А.Х. Сижажева» — ул. Ленина, 1.
- МДОУ Детский сад (при школе) — ул. Ленина, 1.

## Здравоохранение
- Участковая больница — ул. Ленина, 13.

## Культура
- МКУ Сельский Дом Культуры — ул. Ленина, 12.

Общественные организации:
- «Адыгэ Хасэ»
- Совет ветеранов труда и войны и др.

## Ислам
- Сельская мечеть — ул. Ленина, 149«в».

## Предприятия
В сельском поселении множество крестьянско-фермерских хозяйств, которые в основном связаны с садоводством.
Основные бюджетообразующие организации:
- МУП «Баксанский плодопитомник» — выращивание плодово-ягодных культур и саженцев
- ОАО «Карат» — изготовление строительных кирпичей

## Улицы
На территории села зарегистрировано 9 улиц:

| Гагарина |
| Заречная |
| Зелёная  |

| Кирпичная |
| Ленина    |
| Надречная |

| Пачева   |
| Сижажева |
| Рабочая  |